# تنفس (ترانه تیلور سوئیفت)
«تنفس» ترانه‌ای از هنرمند اهل ایالات متحده آمریکا تیلور سوئیفت با همکاری کلبی کایلات به عنوان کمک‌آهنگساز و همخوان است. این ترانه در آلبوم بی‌باک قرار داشت.